# Sant Salvador de Toló
Aquest article és sobre la vila d'aquest nom. Per a l'antic municipi, vegeu Sant Salvador de Toló (antic municipi).
Sant Salvador de Toló és una vila del terme municipal de Gavet de la Conca, a la comarca del Pallars Jussà.
Havia estat cap del municipi del seu mateix nom fins al 1970, quan, amb els també aleshores municipis d'Aransís i Sant Serni formaren el nou terme municipal de Gavet de la Conca. El 1937, dins del moviment general de rebuig dels noms de sants per a designar les poblacions catalanes, aquest municipi s'anomenà Vila de Toló.

## Etimologia
El nom de Sant Salvador es deu a l'advocació de la parròquia de la vila. Toló procedeix del nom del castell al voltant del qual es formà l'antic municipi.
Segons Joan Coromines, l'ètim ibèric Tol és l'origen del topònim Toló. Es tracta, doncs, d'un de tants topònims de la comarca que procedeixen del substrat de la llengua catalana.

## Sant Salvador de Toló

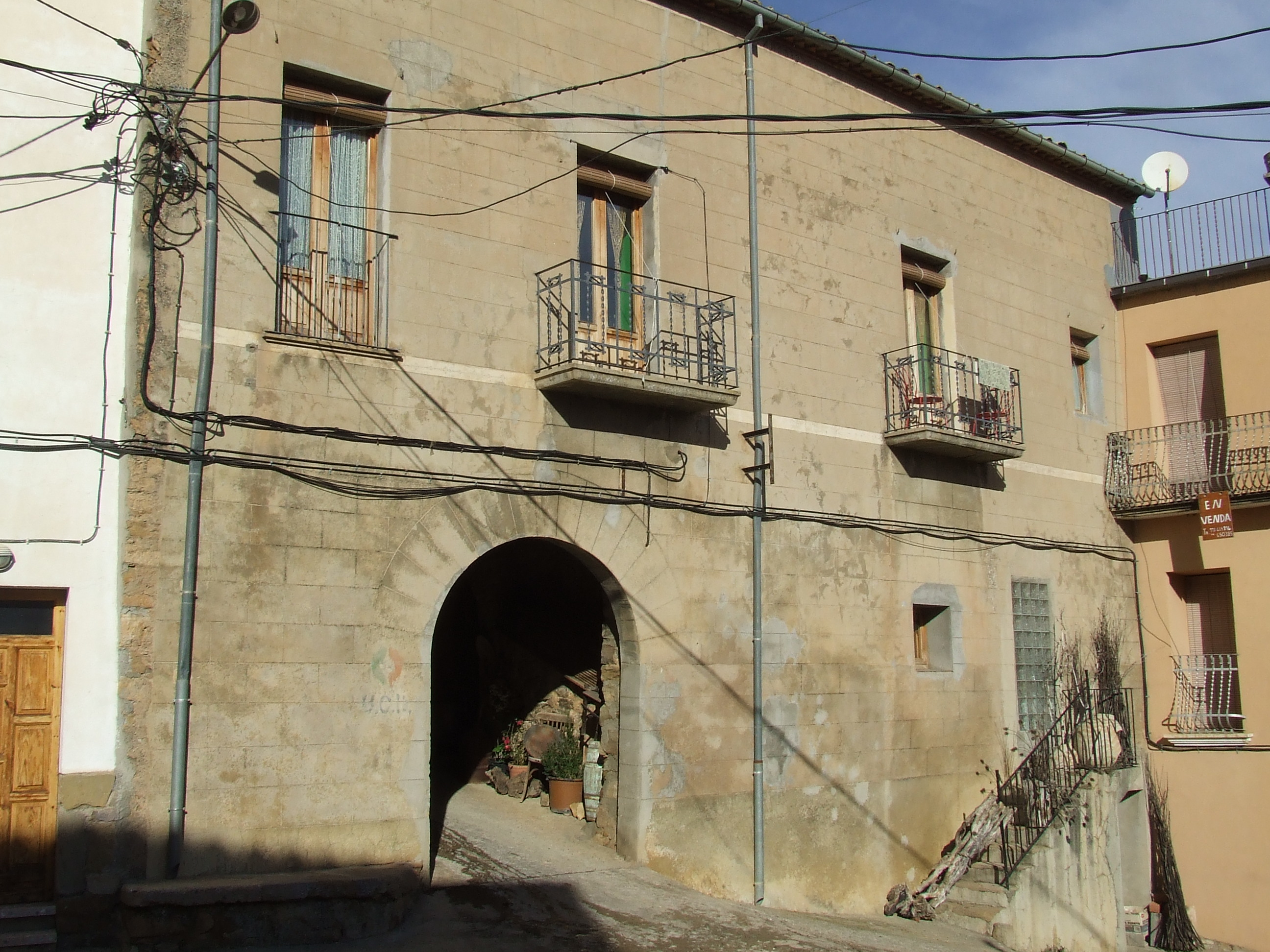
Porta principal d'accés al clos de la vila

Situada a 787 m. alt., la vila de Sant Salvador de Toló és prop de l'extrem nord del seu antic terme, i del nord-est de l'actual de Gavet de la Conca, als peus del vessant septentrional de la Serra de la Campaneta. De prop seu neix el Barranc de Canalís, afluent per l'esquerra del riu de Conques.
Està composta bàsicament de dos sectors, un d'ells a l'entorn del nucli antic, amb restes de la murada que tancava la vila, constituïda per les mateixes cases que encerclen la plaça central (es tractava, per tant, d'una vila closa), i l'altre a peu de carretera, que passa 300 al sud-oest. Aquest darrer s'anomena la Carretera. En un redol d'aproximadament un quilòmetre hi ha, encara, algunes de les cases disperses que acaben d'arrodonir la vila: Casa Grau, Casa del Pere Joan i d'altres, entre elles algunes explotacions porcines.
La vila és a la vall del riu de Conques, a la part mitjana del seu curs, ja a prop de la zona on és la vila d'Isona.
Centra la vila l'església parroquial de sant Salvador, que dona nom a la vila i al terme. En depenien Toló i Mata-solana. En l'actualitat, la parròquia de Sant Salvador de Toló depèn de la de Gavet. Els capellans que la menen formen part de l'equip de sacerdots que atenen els extensos municipis de Gavet de la Conca i Tremp. Tenen la residència a la rectoria de Tremp.

## Història
L'antic terme de Sant Salvador de Toló ha donat a la nostra història tot de mostres interessants de poblaments pretèrits: botons i ceràmiques de l'edat del bronze a la Cova dels Mosquits, a la Serra del Cucuc, vora Can Corralot; enterraments d'urnes en tres estrats superposats a la Cova Negra de Mata-solana; ganivets de sílex a l'Espluga Negra, també prop de Mata-solana; ceràmica prehistòrica a la Cova d'en Guerra, i tot un obrador de sílex a l'Hostal Roig, al mig del camí que des d'aquell lloc mena a la Portella Blanca i a Rúbies. Tant a Sant Salvador de Toló com a Perolet s'han trobat vestigis de colònies romanes depenent d'Aeso.

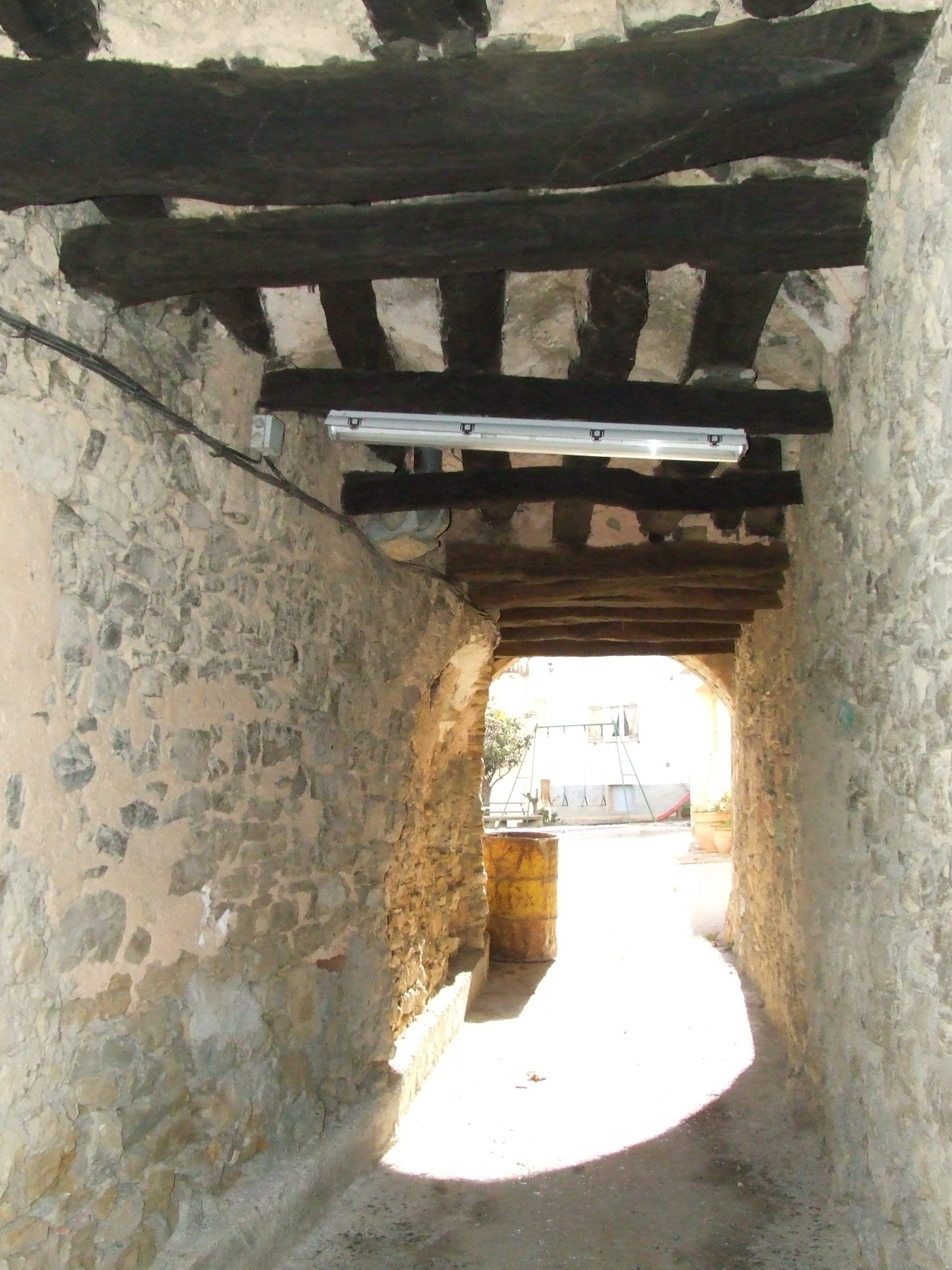
Un dels passos al clos de la vila

L'origen de la vila, cal anar-lo a buscar al castell de Toló, que fou un dels castells conquerits o fundats per Arnau Mir de Tost per al Comte d'Urgell, però que en els pactes amb el de Pallars passà a jurisdicció pallaresa. Cal tenir en compte que la filla d'Arnau Mir de Tost, Valença de Tost, es casà amb el comte de Pallars Jussà, Ramon V. El de Tost llegà el castell de Toló a la seva filla i al seu net Arnau, que més endavant seria comte de Pallars Jussà, en el seu testament del 1071.
Sant Salvador de Toló fou la parròquia civil del castell de Toló, dreçada en un lloc més planer i avinent que el castell que en fou l'origen. Substituí la primitiva parròquia, amb seu a l'església del castell.
El 1359 la vila consta amb 16 focs (uns 80 habitants), i pertanyia ja al Vescomte de Vilamur. Experimentà una progressiva creixença, ja que el 1553 hi consten 36 focs, entre la vila i els masos (Sanct Salvador de Toló ab sos masos), i el 1718 hi consten 240 habitants, en tot el terme. El 1831 n'hi consten 624.
Poc abans del 1845, Sant Salvador de Toló rebé la visita dels col·laboradors de Pascual Madoz, el qual, en el Diccionario geográfico... publicat aquell any, diu el següent, d'aquesta vila: està situada en el vessant d'una muntanya anomenada el Tossal, sobre un petit pla, arrecerat per la mateixa muntanya dels vents de llevant i migdia. El clima és sa, però en aquesta vila, patien d'inflamacions. Hi ha 96 cases, 60 de les quals ocupen la vila, i les 36 restants estan repartides pel terme. Té casa de la vila, presó en estat ruïnós, una font de pedra i una fonteta al costat anomenada la Font Vella, i un gran pou a mig quart a ponent.
Formen part del seu terme el poble de Montadó (actualment dins del terme veí d'Isona i Conca Dellà), i les caseries de Maria de Castellnou, Perolet de la Merca (per Merea, amb oblit de la coma per separar els dos topònims), el Mas de Guillem, Toló, Matasolana (Mata-solana), la Farrería (la Ferreria), Prasguiró (Presquiró) i Porredo (Purredó). Esmenta les capelles rurals de Matasolana, Merca, Perolet i Castellnou, i una església, la de Sant Vicenç de Toló, que havia estat parroquial. Esmenta la presència de cementiri i pica baptismal a les capelles de las Marias de Guillén i Perolet. Parla també de l'Hostal Roig i la capella propera de santa Anna, a més d'una antiga torre derruïda en aquell lloc, i del santuari de la Mare de Déu de Bonrepòs. Finalment, a Sant Salvador de Toló hi ha 102 veïns (caps de família) i 545 ànimes (habitants).

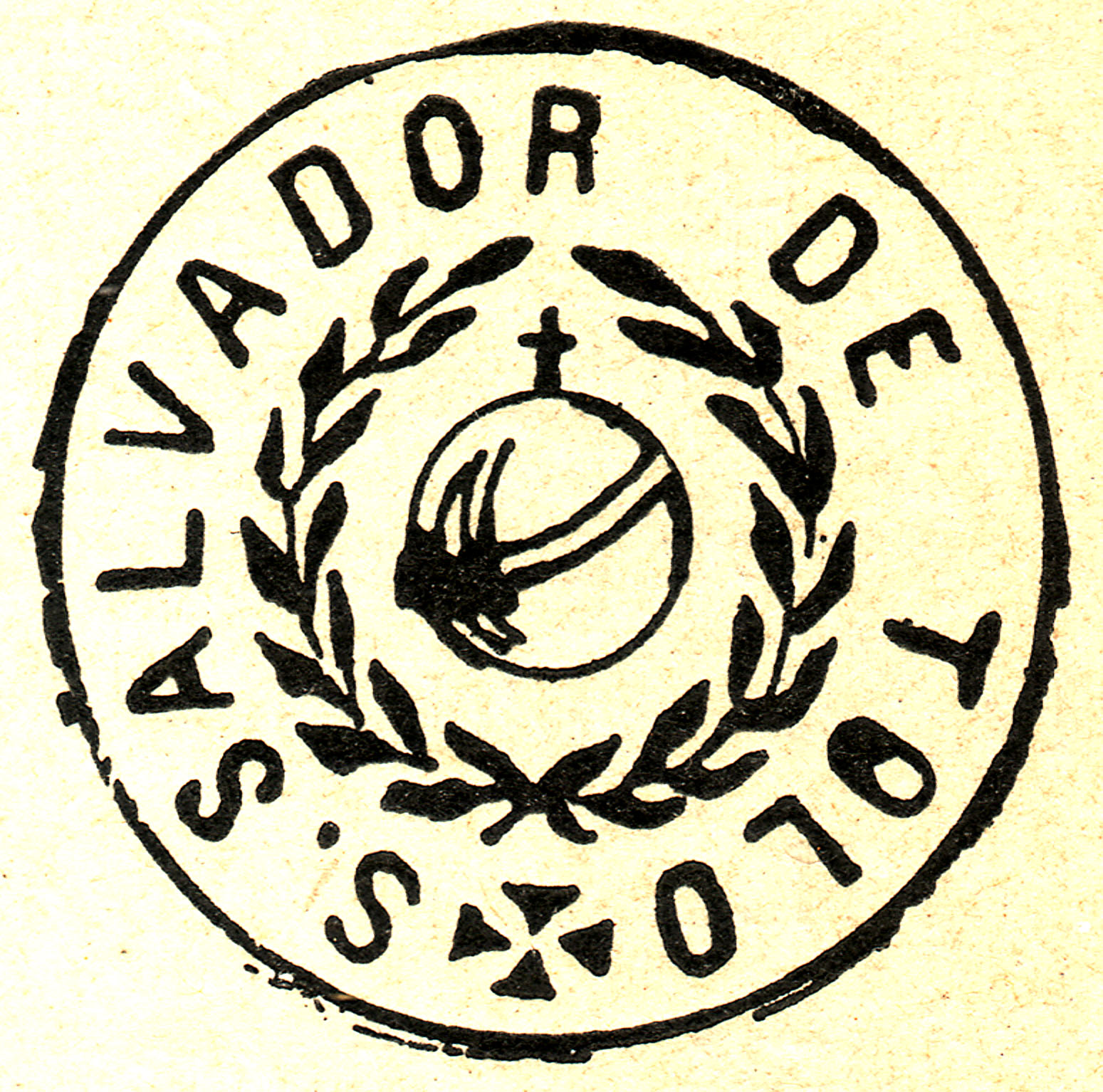
Escut municipal de Sant Salvador de Toló, vers el 1900

El 1860 Sant Salvador de Toló tenia 842 habitants (el màxim en tota la història). El 1900 són 590, els habitants censats, que van baixant progressivament: 425 el 1930, 321 el 1960, 222 el 1965, 141 (117 a la vila) el 1970 i 113 (100 a la vila) el 1981. El 2006 són 71, 60 d'ells a Sant Salvador de Toló, 8 a Mata-solana, 2 a Toló i 1 a Perolet. La resta de nuclis romanen despoblats.
A principis del segle xx consten a la vila de Sant Salvador de Toló 315 habitants, en 134 edificis. En aquest moment el senyoriu és en mans dels Comtes de Pallars, que s'havien fet amb el Vescomtat de Vilamur.
Havia pertangut a la Vegueria de Pallars, passant després de la Guerra de Successió a formar part del Corregiment de Talarn. Fins al darrer terç del segle xx tenia servei de Guàrdia Civil i escoles de nois i noies. Actualment l'escola roman tancada, i els nois i noies del lloc tenen transport escolar per anar a seguir els seus estudis a Tremp.

## Festes i tradicions
Sant Salvador de Toló tenia antigament un bon seguit de celebracions al llarg de l'any. Entre les més importants citarem: les patronals dedicades a sant Salvador, actual titular de la parròquia, i a sant Vicenç, de la parròquia primicera. El 6 d'agost és l'escenari de la Festa Major, de sant Salvador, i el 22 de gener, la de sant Vicenç.
La Festa Major petita és l'aplec de la Mare de Déu de Bonrepòs, que encara se celebra, per la Pasqua Granada (segona pasqua). A més, també se celebrava la benedicció del terme per la Santa Creu, el 3 de maig.
Entre les celebracions importants, temps enrere hi havia la fira de l'Hostal Roig, que se celebrava, amb gran concurrència, el 29 de setembre. Actualment ja no se celebra, ja que aquest tipus de fires han perdut la seva funció a causa de la facilitat de mobilitat de la població, del despoblament del territori, i de la pèrdua de relleu d'aquesta mena de camins de comunicació.
Tanta festa havia de deixar senyal: a més d'unes quantes mostres de goigs, la major part dedicats a la Mare de Déu de Bonrepòs, s'han conservat corrandes populars, recollides el 1937 pel folklorista J. Ventura Llates, però d'autoria anònima, popular:
| « | Corrandes en són corrandes i cançons en són cançons, donzella que vols ballar-les n'ha de portar-ne calçons. Si voleu ballar corrandes veniu a Sant Salvador de Toló, les ballareu amb alegria les ballareu sense tristor. | » |

## Serveis turístics
En l'actualitat hi ha un establiment dedicat a l'allotjament turístic a Sant Salvador de Toló i un altre a Toló. En podem trobar també a Sant Martí de Barcedana, pertanyent també a Gavet de la Conca, o a les poblacions properes del terme d'Isona i Conca Dellà.

## Comunicacions
Sant Salvador de Toló queda enllaçat per dues carreteres: la L-911 (C-1412b, al Coll de Comiols - Sant Salvador de Toló), d'11 quilòmetres de llargària, i la L-912 (Sant Salvador de Toló - C-1412bz, a Gavet de la Conca), de 14. De fet, totes dues carreteres són continuïtat l'una de l'altra. A través d'aquesta darrera carretera queda comunicat Sant Salvador de Toló amb l'actual cap de municipi, el poble de Gavet.
També hi ha la carretera L-913 (Vilanova de Meià - l'Hostal Roig), que és, de fet, una carretera inacabada: en el punt quilomètric 8,5 es converteix en una pista rural, habitualment en bon estat, però que pot presentar dificultats per al trànsit algunes èpoques de l'any. El seu traçat, accesible per pistes rurals, mena a Mata-solana, Sant Martí de Barcedana i Llimiana.
Diversos camins i pistes rurals, alguns d'ells en molt bon estat, permeten, a més, connectar Sant Salvador de Toló i els pobles del seu entorn amb Covet, Isona, Biscarri i Benavent de la Conca, principalment.
No hi ha cap mena de transport públic que passi per la vila, ni tan sols que travessi el municipi, però la proximitat dels pobles i viles de Benavent de la Conca, Biscarri, Isona, Conques, Figuerola d'Orcau i Vilamitjana fan possible un fàcil enllaç amb els escadussers cotxes de línia que transiten per la Conca Dellà, tant en direcció a Tremp, com en direcció a Barcelona.